# 2023 KQ14
2023 KQ14 est un sednoïde découvert le 16 mai 2023, mais qui a pu être observé sur des documents remontant à 2005.